# 7.57 am-pm
Pour plus de détails, voir Fiche technique et Distribution.
7.57 am-pm est un court métrage français réalisé par Simon Lelouch et sorti en 2010.

## Synopsis
Sur la ligne 6 du métro de Paris, les voyageurs affluent. Un violoniste s'installe au pied d'un escalier et commence à jouer dans l'indifférence générale. Il continue à jouer dans une rame, sans plus de succès, et, deux jours plus tard, dans une salle de concert pleine à craquer.

## Fiche technique
- Titre : 7.57 am-pm
- Réalisation : Simon Lelouch
- Scénario : Simon Lelouch
- Date de sortie : 25 septembre 2010 au Festival Cinéma Nouvelle Génération[1]

## Distribution
- Renaud Capuçon : Le violoniste

## Commentaires
Ce court métrage trouve son origine dans une expérience menée le 12 janvier 2007 dans le métro de Washington par le Washington Post, qui consista à faire jouer pendant une heure un violoniste renommé, Joshua Bell, sur un Stradivarius de 1713. Les voyageurs restèrent généralement indifférents, une seule personne ayant reconnu l'artiste et seules quelques rares personnes s'étant brièvement arrêtées pour l'écouter ou lui donner quelques pièces.
Tourné le 25 mai 2009, 7.57 am-pm met en scène un autre violoniste renommé, Renaud Capuçon, qui interprète sur un quai de la ligne 6 du métro de Paris La Mélodie d'Orphée de Christoph Willibald Gluck sur un Guarnerius de 1737 surnommé « le Vicomte de Panette ». Les voyageurs pressés ne réalisent pas qu'ils assistent à un spectacle de grande qualité musicale, la prestation de ce même violoniste deux jours plus tard au théâtre des Champs-Élysées affichant complet.

## Distinctions
- 3e prix du court métrage au festival du film de Sarlat en 2009[5].
- Prix du meilleur montage au Festival méditerranéen des nouveaux réalisateurs à Larissa (Grèce)[6].
- Mention spéciale - distinction pour le travail documentaire au Festival international du court métrage d'Aspen (États-Unis)[6].
- Grand prix du court métrage - City of Lights, City of Angels à Los Angeles (États-Unis)[6].